# Fast Food Nation
Fast Food Nation – amerykańsko-brytyjski film z 2006 roku w reżyserii Richarda Linklatera. Komediodramat zrealizowany przez popularnego twórcę kina niezależnego, na podstawie książki Kraina fast foodów Erica Schlossera, ukazujący w sugestywny sposób kto i co jest częścią gigantycznego przemysłu fast foodowego w Stanach Zjednoczonych.

## Fabuła
Gdy pojawia się informacja, że w „Big One” wiodącym produkcie sieci fast foodów Mickey's, znajdują się bakterie E. coli, dyrektor marketingu Don Anderson (Greg Kinnear) musi ustalić, czy mięso zostało skażone, aby uniknąć skandalu i uchronić gigantyczną korporację przed stratami finansowymi. Najpierw udaje się do Kolorado, gdzie rozpoczyna badania od inspekcji ubojni korporacji. Później sprawdza lokalny zakład przetwórstwa mięsa Uni-Globe, głównego dostawcę mięsa dla Mickey's, wytwarzającego płaskie kotlety, główny składnik „Big One”. Anderson zastaje jednak dobrze zorganizowaną produkcję, która najwyraźniej spełnia wszystkie wymogi sanitarne, ale przy okazji odkrywa, że pracę wykonują tam nielegalni meksykańscy imigranci, jak Raul (Wilmer Valderrama), jego dziewczyna Sylvia (Catalina Sandino Moreno) i jej siostra Coco (Ana Claudia Talancón). 
Kolejno Don spotyka ranczera Rudy'ego (Kris Kristofferson), który dostarcza bydło do zakładu Uni-Globe. Ten informuje go, że wysoki poziom zapotrzebowania na mięso sprawia, że niektóre przepisy sanitarne są ignorowane lub wręcz łamane. Presja czasu, brutalne metody uboju, niewyszkoleni pracownicy, niedostateczne bezpieczeństwo pracy - to wszystko nakłada się na siebie i wynika z chciwości, a co za tym idzie, wpływa na jakość burgerów. Reżim pracy sprawia, że pracownicy nie mają czasu, aby upewnić się, czy odchody pochodzące z jelit, przedostają się do mięsa. Henderson spotyka się także z Harrym Rydellem (Bruce Willis), lokalnym dostawcą wołowiny, który świadomy jest problemu, ale bagatelizuje go.

## Obsada
- Patricia Arquette jako Cindy
- Luis Guzmán jako Benny
- Ethan Hawke jako Pete
- Greg Kinnear jako Don Anderson
- Ashley Johnson jako Amber
- Kris Kristofferson jako Rudy Martin
- Catalina Sandino Moreno jako Sylvia
- Ana Claudia Talancón jako Coco
- Wilmer Valderrama jako Raul
- Bobby Cannavale jako Mike
- Bruce Willis jako Harry Rydell
- Paul Dano jako Brian
- Matt Hensarling jako Kevin
- Aaron Himelstein jako Andrew
- Avril Lavigne jako Alice
- Lou Taylor Pucci jako Gerald 'Paco'
- Cherami Leigh jako Kim
- Esai Morales jako Tony
- Ellar Coltrane jako Jay Anderson
- Glen Powell jako Steve
- Marco Perella jako Tom Watson

## Nagrody
- Genesis Awards 2007